# Breviceps fichus
Breviceps fichus é uma espécie de anura da família Microhylidae.
É endémica da Tanzânia.
Os seus habitats naturais são: campos rupestres subtropicais ou tropicais.